# Ткаченко Леонід Іванович
Леонід Іва́нович Ткаче́нко (рос. Леонид Иванович Ткаченко, 1 жовтня 1953, Старий Крим, Кримська область, Російська РФСР, СРСР — 4 січня 2024, Калінінград) — радянський футболіст, півзахисник. Майстер спорту СРСР (1980). Відомий за виступами за харківський «Металіст» та житомирський «Автомобіліст» (нині — «Полісся»).
Після завершення кар'єри футболіста — радянський, український та російський футбольний тренер. Заслужений тренер УРСР (1989). Головним клубом у тренерській кар'єрі Ткаченка є калінінградська «Балтика», яка в сезоні 1995 року під його керівництвом виграла Першу лігу, а через сезон добилася найвищого результату у своїй історії — 7-е місце у Вищій лізі. Також працював у клубі як президент і спортивний директор. Загалом відпрацював у «Балтиці» вісім сезонів (з 1995 по 2010 роки з перервами). В 2022 повернувся в клуб і увійшов до тренерського штабу Сергія Ігнашевича, де працював до своєї смерті.
Також у різний час працював у «Металісті», «Темпі» (Шепетівка), «Соколі (Саратов)», «Анжі», петербурзькому «Динамо», «Петроресті», «Півночі», тверській «Волзі» та збірній України. Професійну тренерську кар'єру завершив, бо втомився бачити некомпетентних керівників футбольних клубів. Створив у Калінінграді дитячий футбольний клуб ЛІТ (від Леонід Іванович Ткаченко) .

## Ігрова кар'єра

### «Балтика», «Машинобудівник» та «Схід»
Народився у Криму, але переїхав до Калінінграда 1967 року разом із батьками. Через рік почав займатися футболом, першим тренером був Арнольд Федорович Єрьоменко. 1971 року потрапив до складу «Балтики», проте тренери не оцінили талант молодого футболіста, і за основну команду Ткаченко так і не зіграв. Натомість виступав за обласну команду «Машинобудівник» у 1971—1972 роках. Під час служби в армії в 1973 грав за команду прибалтійського військового округу «Схід».

### «Автомобіліст»
Під час першості Збройних сил СРСР у 1973 році був помічений тренерами житомирського «Автомобіліста», який виступав у Другій лізі. Почав виступати за клуб із сезону 1975 року. Того року «Автомобіліст» посів друге місце у своїй зоні і здобув право виступати у перехідному турнірі за право виходу до Першої ліги, проте вилетів у півфіналі перехідного турніру. Ткаченко був одним із лідерів тієї команди: за 29 матчів півзахисник забив 7 м'ячів. Наступні два сезони «Автомобіліст» провів не так вдало. 1976 року команда посіла 6-е місце у своїй зоні, а 1977 року — восьме. Однак це не заважало Ткаченку бути одним із найкращих гравців у команді (загалом за два сезони провів 73 матчі, в яких забив 9 м'ячів). Всього за «Автомобіліст» Ткаченко відіграв понад 100 матчів.

### «Металіст» (Харків)
У 1978 році отримав пропозицію перейти в харківський «Металіст». Цього ж року у складі команди виграв зональний турнір Другої ліги та за підсумками сезону у 2-й зоні клуб отримав право виступати у Першій лізі. У «Металісті» Ткаченко одразу став зіркою команди та улюбленцем уболівальників, згодом отримав капітанську пов'язку. У сезоні 1981 року «Металіст» виграв Першу лігу і отримав право виступати у Вищій лізі. У 1983 році «Металіст» дійшов до фіналу кубка СРСР, в якому поступився «Шахтарю» (0:1). Останній матч за «Металіст» провів 23 жовтня 1983 проти тбіліського «Динамо» (0:0). Завершив кар'єру через серйозний конфлікт, який стався в команді наприкінці 1983 року. Усього за клуб із Харкова Леонід Ткаченко провів 220 матчів, у яких забив 23 м'ячі.

## Тренерська кар'єра

### «Металіст» (Харків)
Незважаючи на конфлікт у команді, що стався наприкінці 1983 року, отримав пропозицію від Євгена Лемешка увійти до тренерського штабу команди. 1 травня 1984 року був призначений помічником головного тренера.
1 січня 1987 року перейшов до адміністративного штабу «Металіста», ставши начальником команди. 1 січня 1989 року змінив Євгена Лемешка на посаді головного тренера. Перший матч на новій посаді провів 11 березня 1989 року проти «Дніпра» (0:2). У першому сезоні під керівництвом Ткаченка «Металіст» фінішував на сьомому місці. Наступного команда посіла 11-е місце, а через рік — 15-те. Однак результати сезону 1991 року не мали значення. Через розпад СРСР наступного сезону «Металіст» мав виступати у Вищій лізі України. У сезоні 1992/93 Ткаченко залишився біля керма команди. 31 травня 1992 року «Металіст» вийшов у фінал першого розіграшу кубка України, де поступився «Чорноморцю» (0:1). Через фінансові проблеми заводу імені Малишева, на базі якого було засновано «Металіст», клуб продали бізнесмену Дмитру Дрозднику, з яким у Ткаченка виникли розбіжності, тому 20 лютого 1993 року Леоніда Ткаченка було відправлено у відставку.

### Збірна України
На початку 1992 року став помічником Віктора Прокопенка у збірній України. 26 жовтня 1992 року був призначений тимчасово виконувачем обов'язків головного тренера, працюючи в тандемі з Миколою Павловим. Під їхнім керівництвом збірна провела один товариський матч проти Білорусії (1:1). Вже 28 жовтня тренери повернулися до колишніх обов'язків. 31 грудня 1992 року залишив національну команду.

### «Темп» (Шепетівка)
Спочатку Ткаченко мав очолити іракський клуб «Фулад», проте перед вильотом до Багдада президент шепетівського «Темпа» Джумбер Нішніанідзе запропонував Ткаченку стати головним тренером. 1 травня 1993 року офіційно очолив команду. Сезон 1993/94 «Темп» закінчив на 9-му місці, показуючи нестабільні результати, при цьому обігравши «Дніпро», «Шахтар» і зігравши внічию в Києві з «Динамо». У наступному сезоні команда здобула всього 3 перемоги в першому колі, у зв'язку з чим 30 листопада 1994 року Ткаченко був звільнений. За підсумками сезону «Темп» фінішував на 17-му місці і вилетів до Першої ліги.

### «Балтика»
1 січня 1995 року на запрошення Корнія Шперлінга очолив калінінградську «Балтику». Сезон 1995 року став для команди знаковим. «Балтика» під керівництвом Леоніда Ткаченка з великим відривом від суперників виграла Першу лігу і наступні три сезони провела у Вищій лізі. Сезон 1996 став кращим в історії калінінградського клубу — команда посіла сьоме місце. 1 січня 1997 року паралельно став президентом команди. У сезоні 1997 року «Балтика» фінішувала дев'ятою. У наступному сезоні «Балтика» вперше у своїй історії брала участь у єврокубкових матчах, дійшовши до 3-го раунду Кубка Інтертото, однак у чемпіонаті справи йшли невдало і за підсумками сезону, зайнявши 15 місце команда покинула вищий дивізіон. 4 листопада 1998 року Ткаченко залишив тренерський штаб, а через місяць також пішов з посади президента.

### «Сокіл» та повернення до «Металіста»
19 лютого 1999 року був призначений головним тренером першолігового саратовського «Сокола». Сезон 1999 команда провела в статусі фаворита, більшу частину сезону перебуваючи в першій п'ятірці. Однак у підсумковій таблиці «Сокіл» посів 3-є місце і не зміг вийти у Вищу лігу. 12 листопада 1999 року Ткаченко покинув клуб.
1 липня 2000 року знову став головним тренером «Металіста». Повернення до рідної команди вийшло невдалим. Після перших 13 турів команда здобула всього 3 перемоги, а також розгромно поступилася «Шахтарю» (0:8). Через зміну влади в Харківській області, а також через невиконання поставлених керівництву вимог щодо посилення складу попросив про відставку вже після першого кола.

### «Анжі» та повернення в «Сокіл»
3 листопада 2001 року очолив «Анжі». Махачкалинський клуб під керівництвом Ткаченка впевнено розпочав сезон 2002, обігравши бронзового призера «Зеніт» (2:0). Однак через велику кількість нічиїх і частих поразок після 12 туру «Анжі» йшов на 14-му місці. 14 травня 2002 року, через день після розгромної поразки від «Крил Рад» (0:4), покинув команду. За підсумками сезону «Анжі» посів 15-е місце і вилетів до Першої ліги.
17 травня 2002 року знову очолив саратовський «Сокіл», що йшов на той момент на 16-му місці . Ткаченко за частину сезону, що залишилася, не зміг виправити ситуацію і команда вилетіла до Першої ліги. У тому сезоні «Сокіл» дійшов до 1/4 кубка Росії, де поступився московському «Спартаку» (2:3). Незважаючи на виліт, Ткаченко залишився в команді, проте вже після другого туру сезону 2003 покинув клуб.

### Перше повернення до «Балтики» та «Динамо» (Санкт-Петербург)
4 січня 2005 року відбулося перше повернення Ткаченка до «Балтики». Клуб вилетів до Другої ліги і головним завданням було повернутися до Першої ліги. За один сезон команді вдалося здійснити цю мету. «Балтика» виграла першість Росії серед команд Другого дивізіону у зоні «Захід» та за підсумками сезону отримала право виступати у Першому дивізіоні. У наступних двох сезонах «балтійці» посідали 14-те та 15-те місце, після чого 30 грудня 2006 року Ткаченко покинув команду.

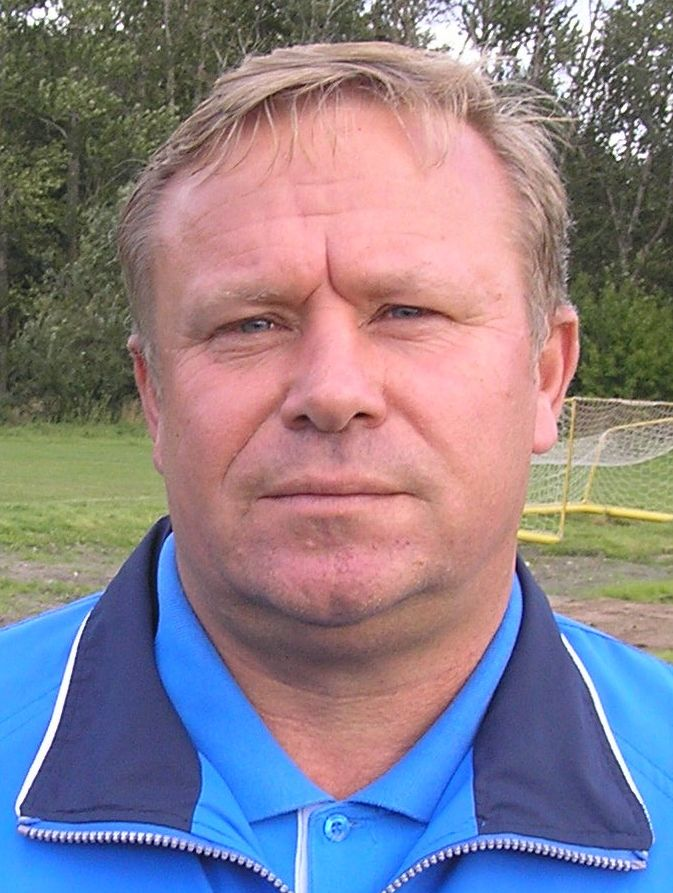
Леонід Ткаченко у 2007 році

24 липня 2007 став головним тренером петербурзького «Динамо» змінивши на цій посаді Сергія Дмитрієва. У сезоні 2007 року команда посіла 3-є місце у Другому дивізіоні. Наступний сезон команда почала невдало, здобувши лише одну перемогу в перших 5 матчах, через що Ткаченка було відправлено у відставку.

### Тренерська і функціонерська робота у «Балтиці»
8 червня 2009 знову очолив «Балтику» після відставки Зураба Саная, уклавши контракт до кінця сезону. Під керівництвом Ткаченка калінінградський клуб фінішував на 9-му місці.
16 березня 2010 року перед стартом нового сезону залишив посаду головного тренера і перейшов на посаду спортивного директора.
5 червня 2010 року Іван Лях був відправлений у відставку і Ткаченко знову став головним тренером. 8 липня залишив посаду спортивного директора та зосередився на тренерській роботі. Сезон 2010 «Балтика» закінчила за крок від зони вильоту — на 15-му місці. 27 грудня з'явилася інформація про можливу відставку Ткаченка, а 31 грудня він офіційно залишив команду.

### «Петротрест», «Північ» та «Волга» (Твер)
24 січня 2011 року був призначений головним тренером «Петрореста». У сезоні 2011/12 клуб став переможцем зони «Захід» Другого дивізіону та вийшов у ФНЛ, але наступний сезон Ткаченко недоопрацював до кінця, бо через незадовільні результати після 25 туру подав у відставку.
5 вересня 2013 року очолив мурманську «Північ». За підсумками сезону 2013/14 «Північ» фінішувала сьомою. 6 червня 2014 року у всіх учасників клубу закінчилися контракти і через великі фінансові проблеми клуб відмовився брати участь у наступному сезоні і був розформований.
19 червня 2014 року став головним тренером тверської «Волги». Через погані результати в сезоні 2014/15 контракт був розірваний за взаємною згодою сторін.

### Третє повернення до «Балтики»

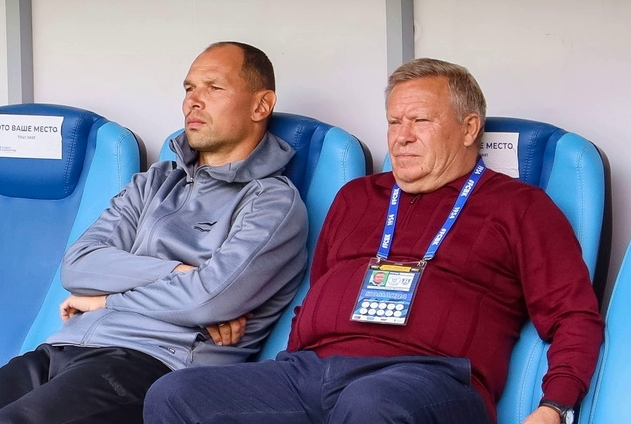
Леонід Ткаченко (праворуч) та Сергій Ігнашевич. 2022 рік.

17 січня 2019 року став тренером-консультантом молодіжної команди «Балтики», учасниці обласного чемпіонату. 8 червня 2022 року втретє повернувся до «Балтики», увійшовши до тренерського штабу Сергія Ігнашевича.
Помер 4 січня 2024 року на 71-му році життя, похований на Старому кладовищі Калінінграда.

## Досягнення

### Як гравець
«Металіст»
- Переможець Другої ліги СРСР: 1978
- Переможець Першої ліги СРСР: 1981
- Фіналіст Кубка СРСР: 1983

### Як тренер
«Металіст»
- Фіналіст Кубка України: 1992

«Темп»
- Переможець Першої ліги України: 1992/93

«Балтика»
- Переможець Першого дивізіону Росії: 1995
- Переможець Другого дивізіону Росії: 2005

«Петрорест»
- Переможець зони «Захід» Другого дивізіону Росії: 2011/12